# Dictator (Daron Malakian and Scars on Broadway)
Dictator è il secondo album in studio del gruppo musicale statunitense Daron Malakian and Scars on Broadway, pubblicato il 20 luglio 2018 dalla Scarred for Life.

## Antefatti
Le prime indiscrezioni riguardo ad un secondo album degli Scars on Broadway giunsero già nel febbraio 2012, quando nel sito ufficiale del gruppo venne resa disponibile un'anteprima del brano Guns Are Loaded. Nell'agosto dello stesso anno l'ex batterista del gruppo John Dolmayan annunciò che il frontman Daron Malakian era al lavoro su ulteriori brani inediti.
Il 22 settembre 2012 gli Scars on Broadway tennero la prima data di una tournée che li vide impegnati come gruppo spalla dei Deftones, eseguendo per la prima volta dal vivo quattro inediti tratti dal secondo album: Sickening Wars, Dictator, la sopracitata Guns Are Loaded e Fuck and Kill.
Dopo essere stato accantonato per sei anni a causa degli impegni con i System of a Down, nella primavera del 2018 Malakian ha ripreso in via ufficiale il progetto, rinominandolo in Daron Malakian and Scars on Broadway, presentando pochi giorni più tardi il singolo di lancio Lives e annunciando il titolo del secondo album in studio.

## Registrazione
Dictator è stato registrato presso uno studio di Los Angeles agli inizi del 2012 in una sessione durata meno di due settimane, durante la quale Malakian ha suonato tutte le parti di chitarra, voce, basso, tastiera e batteria. Come spiegato in un'intervista concessa a Guitar World, il musicista ha definito tale esperienza «facile e divertente», soprattutto a causa di non aver coinvolto gli allora restanti componenti della formazione del 2012:
Per l'album sono stati registrati dieci brani inediti e due reinterpretazioni: la versione strumentale di Gie mou del cantautore greco Stamatis Kokotas e Assimilate del gruppo musicale canadese Skinny Puppy, che chiudono il disco. Nell'album è inoltre presente il brano Talkin Shit, già eseguito dal vivo nel 2010.

## Promozione
Nel periodo antecedente alla sua pubblicazione, Dictator è stato anticipato da tre brani. Il primo di essi, la traccia d'apertura Lives, è stato reso disponibile a partire dal 23 aprile 2018 insieme al relativo video musicale girato da Hayk Kharikyan e Mikael Sharafyan e presentato in anteprima dalla rivista Rolling Stone. Il 1º giugno è stato presentato il brano omonimo, reso disponibile per lo streaming, mentre il 12 luglio è stato reso disponibile per l'ascolto la quinta traccia Guns Are Loaded. Come ulteriore anticipazione, Daron Malakian ha caricato attraverso il canale YouTube del gruppo alcuni video a cadenza settimanale incentrati sulla realizzazione di Dictator.
Il 20 febbraio 2019 il gruppo ha pubblicato il video di Guns Are Loaded, mentre tra il 3 e l'8 marzo 2019 ha tenuto una breve tournée nella West Coast statunitense. Il 1º maggio dello stesso anno è uscito il visualizer animato di Angry Guru, seconda traccia del disco.

## Accoglienza
| Recensione       | Giudizio |
| ---------------- | -------- |
| Cryptic Rock     |          |
| Exclaim!         |          |
| Pure Grain Audio |          |
| The Arts Desk    |          |
| The Independent  |          |

Dictator è stato accolto positivamente dalla critica specializzata. Roisin O'Connor di The Independent ha assegnato quattro stelle su cinque all'album, spiegando che «Con un dinamismo e ferocia come i pochi album usciti finora in quest'anno, Dictator fa luce sulla prodezza musicale di Malakian: egli suona tutti gli strumenti nel disco oltre a compiere i doveri vocali, creando uno stato d'animo mutevole e coinvolgente che approfondisce tutto, dal thrash semplice fino al metal dei primi anni ottanta e alla caratteristica chitarra influenzata dalle melodie mediorientali» e concludendo che il disco «è ciò che i fan si possono aspettare da Malakian». Anche Ellie Porter di The Arts Desk ha assegnato il medesimo punteggio, spiegando che «Tutto sommato Dictator è un disco immediato e accessibile, con inni irresistibili, ritornelli canticchiabili e una piacevole quantità di pesantezza croccante».
Joe Smith-Engelhardt di Exclaim! ha assegnato invece tre stelle e mezzo a Dictator, spiegando che si tratta di «una pubblicazione forte che prende molto spunto dagli album finali dei System of a Down senza i troppi momenti bizzarri da essi tratti. Eppure, si presenta come l'album del ritorno che avrebbe potuto essere grandioso ma ciò non è accaduto».

## Tracce
Testi e musiche di Daron Malakian, eccetto dove indicato.
1. Lives – 4:03
2. Angry Guru – 3:36
3. Dictator – 3:00
4. Fuck and Kill – 3:35
5. Guns Are Loaded – 4:16
6. Never Forget – 3:19
7. Talkin Shit – 4:50
8. Till the End – 4:55
9. We Won't Obey – 3:39
10. Sickening Wars – 2:18
11. Gie mou "My Son" – 2:55 (musica: Apostolos Kaldaras, Elefterios Papadopoulos) – originariamente interpretata da Stamatis Kokotas
12. Assimilate – 3:38 (Kevin William Crompton, Tom Ellard, Kevin Graham Ogilvie) – originariamente interpretata dagli Skinny Puppy

## Formazione
- Daron Malakian – voce (eccetto traccia 11), strumentazione, produzione
- Ryan Williams – ingegneria del suono, missaggio

## Classifiche
| Classifica (2018)          | Posizione massima |
| -------------------------- | ----------------- |
| Austria                    | 48                |
| Belgio (Vallonia)          | 103               |
| Regno Unito (rock & metal) | 12                |
| Svizzera                   | 54                |